# Hardt (Westerwald)

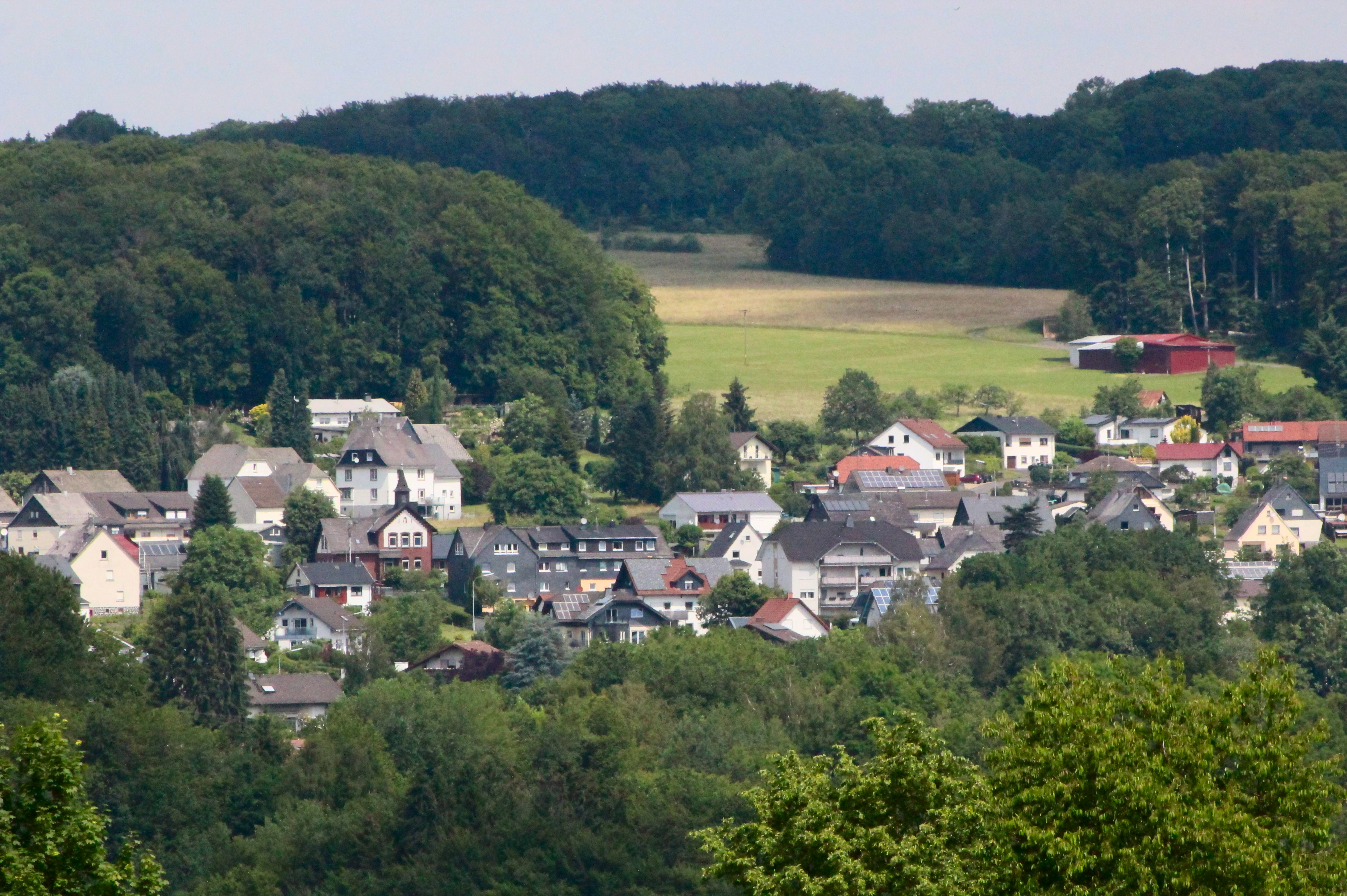
Ansicht von Hardt

Hardt (mundartlich: Hoord) ist eine Ortsgemeinde im Westerwaldkreis in Rheinland-Pfalz. Sie gehört der Verbandsgemeinde Bad Marienberg (Westerwald) an.

## Geographische Lage
Die Gemeinde liegt im Westerwald zwischen Limburg und Siegen. Die Nister, die zum Einzugsbereich der Sieg gehört, bildet die südliche Grenze der Gemeinde.
Nachbargemeinden sind Hahn, Dreisbach, Nistertal, Unnau sowie die Bad Marienberger Ortsteile Zinhain und Langenbach (im Uhrzeigersinn).
Die südlich der Gemeinde liegende Hardtermühle liegt heute auf dem Gemeindegebiet von Hahn bei Marienberg.

## Geschichte
1332 wurde der Ort Hardt im Zusammenhang mit der Hardtermühle erstmals urkundlich erwähnt. Der Ortsname leitet sich vom althochdeutschen hart (= „Waldhöhe“ oder „Waldabhang“) ab. 1398 war der Ortsname noch „van der Hartt“. Ab 1465 blieb der Ortsname „Hardt“.

### Herrschaftszugehörigkeit
Von 1334 bis 1561 gehört die Herrschaft zum Westerwald zur älteren Linie Nassau-Beilstein-Liebenscheid, bis 1607 zur mittleren Linie Nassau-Dillenburg, bis 1620 zur jüngeren Linie Nassau-Beilstein und bis 1806 zu Nassau-Diez. Ab 1806 gehört Hardt zum von Napoleon Bonaparte gegründeten Großherzogtum Berg. Nach der Niederlage Napoleons in der Völkerschlacht bei Leipzig 1813 gehörte Hardt zu Nassau-Oranien. Auf dem Wiener Kongress wird Europa neu geordnet. Hardt gehört von 1815 bis 1866 zum Herzogtum Nassau. Infolge des deutsch-deutschen Krieges fällt Hardt an das Königreich Preußen. Nach Ende des Ersten Weltkriegs wird dies in Freistaat Preußen umbenannt. Der gesamte Westerwald gehört bis zur Auflösung im Jahr 1946 zum Freistaat. Nach einer anfänglichen Besatzung durch die USA übernimmt Frankreich am 15. Juli die Besatzung. 1946 wird Rheinland-Pfalz als letztes Bundesland gegründet.

### Daten zur Hardter Geschichte
1534 hatte Hardt 19 Haushalte. Sieben hatten zwischen drei und fünf Kühe, acht Familien hatten zwischen sechs und neun Kühe, eine Familie zwischen zehn und zwölf und eine Familie hatte zwischen 18 und 26 Kühe. Es wurden 96 Schafe gezählt. Im historischen Einwohnerverzeichnis werden „Henne, Jacob und Hart Hen“ genannt.
1568 standen in Hardt vier Häuser. Diese Zahl findet man auch in den Jahren 1579 und 1583 noch.
1565 war der Ort partiell wüst, also teilweise entvölkert, und zählte nur noch drei Haushalte. Jeder Kuhhalter hatte etwa 11 Kühe.
1608 wurde die Hardter Mühle für 200 Gulden an Theis Denker verkauft. Mit seinem Einzug übernahm er das Schultheißenamt in Hardt.
1632, also 300 Jahre nach der ersten urkundlichen Erwähnung, wohnten in Hardt 28 Menschen. Infolge von Krieg und Pest schmolz die Zahl in den nächsten Jahren auf 13 zusammen.
1658 bildeten die Gemeinden Hardt, Unnau, Erbach, Stangenrod, Bölsberg und Korb (diesseits der Wäschebach) für 90 Jahre, also bis 1748, einen Schulbezirk, von dem Unnau der Schulort war. Die Schule fand nur im Winter statt.
1706 wurrd das „Schandeise Haus“ erbaut. Über die Bedeutung des Hausnamens gibt es heute verschiedene Ansichten. Das Haus ist ein teilweise massiv gebautes Fachwerk-Quereinhaus. Nach dem „Hoffmanns Haus“, das vermutlich aus der zweiten Hälfte des 17. Jahrhunderts stammt, ist es das zweitälteste Haus im Dorf.
1825 wohnten in Hardt bereits 160 Menschen.
1840 hatte Hardt stolze 220 Einwohner. Die Gemarkung umfasste eine Fläche von 188 Hektar.
1904 wurde mit dem Bau des neuen Schulhauses begonnen. Hier wurden die Hardter Schüler bis zur Schließung der Schule im Jahr 1969 unterrichtet.
1909 wurde mit dem Bau der Bahnstrecke Marienberg-Erbach begonnen. Die Gemeinde stellte die Grundstücke zum Bau der Eisenbahnbrücke zur Verfügung und verlor dabei viel Wald. Der Antrag der Gemeinde auf einen Bahnhof wurde wegen der zu großen Steigung für die Wiederanfahrt der Züge zunächst abgelehnt. Erst 40 Jahre später wurde der Bahnhof erbaut.
Im gleichen Jahr fanden eine Volkszählung und eine Viehzählung statt. Demnach hatte Hardt 296 Einwohner, die 142 Rinder und 79 Schweine ihr Eigen nannten. Die starke Zunahme der Einwohner war auf die ausländischen Arbeiter zurückzuführen, die für die Zeit des Bahnbaus hier beschäftigt waren.
1932 wurde Hardt als Höhenluftkurort anerkannt. Aufgrund erster touristischer Unternehmungen wurde der Verkehrsverein Hardt (ab 1990 Heimat- und Verkehrsverein Hardt) gegründet. Bereits ein Jahr später kamen in den Sommermonaten 70 bis 80 Kurgäste nach Hardt.
1946 wurde der Sportverein Hardt-Zinhain gegründet. Ein Jahr später schloss sich Unnau dem Verein an. Es entstand der HZU. Dieser wurde 1951 dem TUS Bad Marienberg angegliedert.
1948 gründete Lehrer Hans Börngen den „Gemischten Chor“, nachdem bereits seit Oktober 1947 gemeinsam gesungen wurde.
Am 24. November 1949 wurde der Bahnhof Hardt eingeweiht. Zu diesem Anlass wurde ein neues Hardter Heimatlied gedichtet.
1950 nahm der Verkehrsverein seine Arbeit wieder auf. Die ersten 62 Kurgäste besuchten Hardt im Sommer. Nach Hardt wurden im Sommer Vertriebene aus den Ostgebieten „umgesiedelt“. Die Volkszählung im Herbst ergab erstmals 300 Einwohner und 64 Häuser.
1952 errichtete Hardt als erste Gemeinde im Oberwesterwald ein Ehrenmal für die Gefallenen und Vermissten des Ersten und Zweiten Weltkriegs auf dem Friedhof. Die Einweihung fand am 31. August statt.
Im selben Jahr zählte Hardt 532 Kurgäste bei 4982 Übernachtungen. Die größeren Pensionen in Hardt beherbergten bis Mitte der fünfziger Jahre 100 bis 120 Gäste pro Tag.
1969 wurde mit dem Bau der Friedhofshalle begonnen. Bis zu diesem Zeitpunkt wurden die Verstorbenen zu Hause aufgebahrt und von der Trauergemeinde zum Friedhof getragen. Im April 1970 wurde die Halle ihrer Bestimmung übergeben.
1971 wurde der Personenverkehr auf der Strecke von Erbach nach Fehl-Ritzhausen eingestellt, der Güterverkehr Marienberg-Erbach blieb jedoch vorerst noch erhalten.
1976 und 1977 erhielt Hardt die Goldplakette im Landeswettbewerb „Unser Dorf soll schöner werden“ nach einigen vorangegangenen Erfolgen seit 1970.
1977 hatte Hardt 378 Einwohner und es gab noch 18 Nebenerwerbs- und einen Vollerwerbslandwirt und insgesamt 116 Stück Rindvieh.
1982 fiand die 650-Jahr-Feier statt. Hierbei wurde am 17. Juli das im letzten Jahr erweiterte und modernisierte Dorfgemeinschaftshaus in der alten Schule eingeweiht. Am 18. Juli fand ein großer Festzug statt.
1992 wurde die ehemalige Pension Lichtenthäler von der Gemeinde übernommen, umgebaut und unter dem Namen „Haus Wartenberg“ als Mietshaus, Lebensmittelgeschäft und Bürgermeisterbüro genutzt.
2004 stellte der letzte große Nebenerwerbs-Landwirt die Milchwirtschaft ein.
2007 feierte der „Heimat- und Verkehrsverein“ sein 75-jähriges Bestehen. Hierzu wurde eine Chronik erstellt. Aus dem Autorenkreis heraus entstand anschließend der „Arbeitskreis Dorfgeschichte“. Am 14. Mai war Baubeginn im Neubaugebiet „Vor der Häsel“. Noch im selben Jahr wurden zwei neue Wohnhäuser errichtet.
In der Gemarkung gab es verschiedene Weiler und Wüstungen. Der „Hof Wartenberg“, nach dem das Mietshaus benannt ist, in dem das Gemeindebüro untergebracht war, wurde 1360 urkundlich erwähnt. Vermutlich in der Schlucht nach Erbach, lag der nach 1440 untergegangene Ort Gilhain oder Gielhayn (ahd. gil = „enges Tal“, „Schlucht“). 1492 gab es noch den Weiler „Zur Höhe“.
Bevölkerungsentwicklung
Die Entwicklung der Einwohnerzahl der Gemeinde Hardt, die Werte von 1871 bis 1987 beruhen auf Volkszählungen:
| Jahr | Einwohner |
| ---- | --------- |
| 1815 | 155       |
| 1835 | 220       |
| 1871 | 183       |
| 1905 | 193       |
| 1939 | 238       |

| Jahr | Einwohner |
| ---- | --------- |
| 1950 | 286       |
| 1961 | 298       |
| 1970 | 356       |
| 1987 | 351       |
| 1997 | 428       |

| Jahr | Einwohner |
| ---- | --------- |
| 2005 | 434       |
| 2011 | 428       |
| 2017 | 457       |
| 2023 | 452       |

## Politik

### Gemeinderat
Der Gemeinderat in Hardt besteht aus acht Ratsmitgliedern, die bei der Kommunalwahl am 9. Juni 2024 in einer Mehrheitswahl gewählt wurden, und der ehrenamtlichen Ortsbürgermeisterin als Vorsitzender.

### Bürgermeister
Gabriele Greis wurde im Sommer 2019 Ortsbürgermeisterin von Hardt. Bei der Direktwahl am 26. Mai 2019 war sie mit einem Stimmenanteil von 67,53 % für fünf Jahre gewählt worden. Bei der Wahl am 9. Juni 2024 wurde Gabriele Greis mit 71 % der Stimmen wiedergewählt.
Die Vorgängerin von Gabriele Greis, Ursula Martain, hatte das Amt zehn Jahre ausgeübt.

### Wappen
Der Schild ist schräglinksgeteilt durch einen blauen wellenförmigen Strichbalken. Nach oben in Gold wachsend ein schwarzes Mühlrad. Unten in Silber ein grüner Eichenast mit goldfarbener Frucht.
Der wellenförmige Strichbalken ist ein Symbol für den Fluss Nister, dessen Lauf heute die südliche Grenze der Gemarkung Hardt bildet. Das Mühlrad steht für die „Hardter Mühle“, welche bereits im Jahre 1239 bestanden haben soll. In ihrem Zusammenhang wurde Hardt erstmals urkundlich erwähnt. Heute gehört die Hardter Mühle allerdings politisch zur Gemarkung Hahn. Der Eichenast ist Symbol für die waldreiche Umgebung des Ortes.

## Kultur und Sehenswürdigkeiten
→ siehe Liste der Kulturdenkmäler in Hardt (Westerwald)

## Verkehr
- Die nächsten Autobahnanschlussstellen sind Montabaur an der A 3 Köln–Frankfurt am Main, etwa 27 Kilometer entfernt, und Haiger/Burbach an der A 45 Dortmund–Hanau, etwa 25 Kilometer entfernt.
- Der nächstgelegene ICE-Halt ist der Bahnhof Montabaur an der Schnellfahrstrecke Köln–Rhein/Main.
- Der Ort lag an der Bahnstrecke Erbach-Fehl-Ritzhausen, welche stillgelegt wurde.